# A Horse Called Music
A Horse Called Music es el trigesimoctavo álbum de estudio del músico estadounidense Willie Nelson publicado por la compañía discográfica Columbia Records en 1989. El álbum incluyó «Nothing I Can Do About It Now», el último sencillo de Nelson en llegar al número uno en la lista estadounidense de country. El álbum llegó al segundo puesto en la lista de álbumes country de Billboard.

## Lista de canciones
1. "Nothing I Can Do About It Now" (Beth Nielsen Chapman) – 3:17
2. "The Highway" (Tom Conner, Richard Wesley) – 3:55
3. "I Never Cared For You" (Willie Nelson) – 2:25
4. "If I Were a Painting" (Skip Ewing, Don Sampson) – 3:20
5. "Spirit" (Kent Robbins, William Robinson) – 4:16
6. "There You Are" (Kye Fleming, Mike Reid) – 3:04
7. "Mr. Record Man" (Nelson) – 2:08
8. "If My World Didn't Have You" (Chapman) – 3:42
9. "A Horse Called Music" (Wayne Carson) – 4:26
10. "Is the Better Part Over" (Nelson) – 3:31

## Personal
- Willie Nelson – voz y guitarra acústica
- Thomas Brannon – coros
- Larry Byrom – guitarra eléctrica
- Beth Nielsen Chapman – coros
- Billy Gene English – batería
- Paul English – batería
- Scott Jarrett – coros
- Wendy Suits Johnson – coros
- Jana King – coros
- Larrie Londin – batería
- Grady Martin – guitarra eléctrica
- Farrell Morris – percusión
- Bobbie Nelson – piano
- Louis Dean Nunley – coros
- Bobby Ogdin – piano
- Larry Paxton – bajo
- Jody Payne – guitarra eléctrica
- Don Potter – guitarra acústica
- Mickey Raphael – armónica
- Ronnie Reno – mandolina
- Lisa Silver – coros
- Bee Spears – bajo
- Bergen White – coros
- Chip Young – guitarra acústica
- Reggie Young – guitarra acústica

## Posición en listas
| País           | Lista           | Posición |
| -------------- | --------------- | -------- |
| Estados Unidos | Top Blue Albums | 2        |